# Herrmannella parva
Herrmannella parva är en kräftdjursart som beskrevs av Norman och T. Scott 1905. Herrmannella parva ingår i släktet Herrmannella och familjen Sabelliphilidae. Inga underarter finns listade i Catalogue of Life.